# كاد ميراد
كاد ميراد (بالفرنسية: Kad Merad )‏
```
(و. 
1964  
م
) هو 
كاتب سيناريو
، 
ومخرج أفلام
، 
ومقدم برامج إذاعية
، وممثل أفلام من فرنسا، والجزائر، ولد في 
سيدي بلعباس
.
```

## وصلات خارجية
- كاد ميراد على موقع IMDb (الإنجليزية)
- كاد ميراد على موقع مونزينجر (الألمانية)
- كاد ميراد على موقع قاعدة بيانات الأفلام العربية
- كاد ميراد على موقع ألو سيني (الفرنسية)
- كاد ميراد على موقع ميوزك برينز (الإنجليزية)
- كاد ميراد على موقع تيرنر كلاسيك موفيز (الإنجليزية)
- كاد ميراد على موقع أول موفي (الإنجليزية)
- كاد ميراد على موقع قاعدة بيانات الأفلام السويدية (السويدية)
- كاد ميراد على موقع ديسكوغز (الإنجليزية)
- كاد ميراد على موقع قاعدة بيانات الفيلم (الإنجليزية)